# Emil Salomonsson
Emil Salomonsson (født 28. april 1989) er en svensk fodboldspiller. Han har tidligere spillet for Sveriges landshold.
Han har spillet 7 landskampe for Sverige.